# Меснянкин, Пётр Константинович
Пётр Константинович Меснянкин (Мяснянкин) (1919—1993) — лейтенант Советской Армии, участник Великой Отечественной войны, Герой Советского Союза (1943), лишён всех званий и наград в связи с осуждением.

## Биография
Родился 20 сентября 1919 года в деревне Комякино (ныне — территория Курчатовского района Курской области) в семье зажиточного крестьянина. В 1930-е годы семья Меснянкина подверглась раскулачиванию и высылке в Архангельскую область. Через несколько лет после высылки ей удалось переехать в Харьков, где Меснянкин в 1939 году окончил среднюю школу и поступил в химический техникум.

### Вторая мировая война
Осенью 1939 года был призван в Рабоче-крестьянскую Красную армию Октябрьским районным военным комиссариатом Харькова, проходил службу в 275-м корпусном артиллерийском полку.
С июня 1941 года — на фронтах Великой Отечественной войны. Принимал участие в Смоленском сражении, Ельнинской операции. В ноябре 1941 года подразделение Меснянкина попало в окружение, в результате чего он попал в немецкий плен. Содержался в Орловской тюрьме, откуда в начале 1942 года совершил побег и вернулся в свою родную деревню Комякино. В феврале 1942 года, не имея средств к существованию, пошёл на службу в полицию. Занимал должности помощника начальника полиции, следователем мирового суда при районной управе, а с декабря 1942 года — начальником полиции.
В марте 1943 года, после освобождения Комякино, Меснянкин был вновь мобилизован в Красную армию. Но на переднем крае он пробыл всего три недели. В мае 1943 года Меснянкин находился в 401-й отдельной роте химзащиты 322-й стрелковой дивизии 60-й армии Центрального фронта. И постановлением Военного совета 60-й армии, за сотрудничество с немцами, направлен в штрафное подразделение сроком на три месяца. Наказание отбывал в 9-й отдельной штрафной роте 60-й армии (7 июня 1943 года была переименована в 251-ю отдельную штрафную роту 60-й армии). Досрочно, после двух месяцев, из штрафной роты был освобождён и направлен в 65-ю армию. Но по требованию сотрудников «СМЕРШ» 65-й армии повторно отправлен в штрафное подразделение ещё на один месяц, на сей раз в 263-ю отдельную штрафную роту 65-й армии.
С 24 июля 1943 года на Центральном фронте в боях за город Севск. В конце августа-сентябре, в битве за Днепр форсировал реки Десна, Снов и Сож. 17 октября 1943 года в районе посёлка Радуль Репкинского района Черниговской области Украинской ССР Меснянкин, будучи командиром 45-миллиметрового орудия в 1285-м стрелковом полку 60-й Севской стрелковой дивизии 65-й армии, переправился через Днепр на подручных средствах вместе со своим орудийным расчётом. Закрепившись на правом берегу Днепра, он артиллерийским огнём уничтожил несколько огневых точек противника, что способствовало переправе других подразделений на плацдарм.
30 октября 1943 года Указом Президиума Верховного Совета СССР за «образцовое выполнение боевых заданий командования на фронте борьбы с немецко-фашистскими захватчиками и проявленные при этом мужество и героизм» красноармеец Пётр Меснянкин был удостоен высокого звания Героя Советского Союза с вручением ордена Ленина и медали «Золотая Звезда» за номером 1541.

### Послевоенные годы
После окончания войны Меснянкин остался в Советской Армии. Окончил 3-е артиллерийское училище в Ленинграде, получил звание лейтенанта, командовал учебным взводом 690-го артиллерийского полка 29-й отдельной гвардейской стрелковой латышской бригады. Награждён медалью «За победу над Германией в Великой Отечественной войне 1941—1945 гг.».
5 апреля 1948 года был арестован в Риге. Постановлением Особого совещания при МГБ СССР от 21 августа 1948 года он был осуждён к 10 годам исправительно-трудовых лагерей. Отбывал наказание в Воркутинских лагерях, работал в медсанчасти. 4 июля 1949 года Указом Президиума Верховного Совета СССР Меснянкин был лишён всех званий и наград.

…5 апреля 1948 года в Риге был арестован и срочно этапирован в Москву командир взвода 690-го артиллерийского полка Герой Советского Союза лейтенант Пётр Меснянкин. В Главном управлении контрразведки МГБ СССР ему предъявили обвинение в измене Родине, выразившейся в том, что он, как происходивший из семьи кулака, сдался в плен немцам и сотрудничал с ними на территории временно оккупированной Курской области…
…проживая в деревне Комякино Иванинского района Меснянкин занялся восстановлением своего прежнего кулацкого хозяйства, вселился в ранее конфискованный у них дом, вызвал к себе родственников, а в феврале 1942 года добровольно поступил на службу в немецкие карательные органы…
…производил обыски, отбирал у местных жителей продукты и вещи, арестовывал советских граждан, подвергал их допросам и проводил профашистскую агитацию; отобранное у колхозников имущество передавал через «мировой» суд возвратившимся в район кулакам; выдал немецким карательным органам 10 коммунистов и комсомольцев, в отношении которых проводил следствие; принимал участие в расстреле бывшего председателя колхоза коммуниста Рассолова…
…За несколько дней до ухода немцев Меснянкин бежал из деревни, прибыл в Курск, где явился в военкомат, выдал себя за другое лицо, жителя Харькова, и был мобилизован в Красную армию…
— Звягинцев В.Е. «Трибунал для героев». – М.: ОЛМА-ПРЕСС Образование, 2005, стр. 469-470, 474-479.
11 августа 1954 год Меснянкин был досрочно освобождён из лагеря. Постановлением Президиума Верховного Совета СССР от 7 июля 1955 года судимость была снята. Проживал в Харькове, работал в совхозе имени Будённого, занимал должности бригадира овощеводческой бригады, кладовщика. Неоднократно посылал ходатайства в различные инстанции о восстановлении в звании Героя Советского Союза (в 1955, 1956, 1958, 1967, 1979 годах), однако все они были отклонены.
Умер 14 июля 1993 года. Похоронен на 3-м городском кладбище Харькова.
Награждён орденом Отечественной войны 2-й степени (1985), рядом медалей.